# 魯比杜 (密蘇里州德克薩斯縣)
魯比杜（英語：Roubidoux）是位於美國密蘇里州德克薩斯縣的鬼鎮。

## 歷史
魯比杜的郵局於1850年設立，其後於1953年停運。

## 地理
魯比杜所處的海拔為高於海平面346米（即1135英呎），而該地所採用的時區為UTC-6，即北美中部時區（CST）。同時該地設有夏令時間，為UTC-6調快一小時，即UTC-5（CDT）。